# Teodorico di Landsberg
Teodorico di Landsberg (in tedesco Dietrich), soprannominato il Saggio o il Grasso (1242 – 8 febbraio 1285) fu margravio di Landsberg dal 1265 alla morte.

## Biografia
Teodorico era il secondo figlio di Enrico Illustre, margravio di Meißen e  margravio di Lusazia, e di sua moglie Costanza di Babenberg, figlia del duca Leopoldo VI d'Austria. Era dunque parte della dinastia Wettin. Nel 1261 suo padre creò il margraviato di Landsberg, separandolo dal suo territorio lusaziano, e dopo la guerra di successione della Turingia nel 1265 lo conferì a Teodorico, creando così un ramo cadetto della dinastia Wettin.
Il territorio comprendeva la parte più occidentale della Lusazia, cioè la parte tra i fiumi Saale e Mulde, territorio con al centro il castello di Landsberg. La marca di Teodorico comprendeva le città di Delitzsch, Lipsia e Groitzsch, le sue proprietà si estendevano fino a Zwickau e Grimma con la residenza a Weißenfels. La creazione di uno stato imperiale senza il consenso imperiale non era consentito, tuttavia questa non ebbe conseguenze in quanto non esisteva un'autorità imperiale in grado di opporsi alla decisione durante gli anni del Grande Interregno. La divisione però comportò feroci conflitti ereditari con il fratello maggiore di Teodorico, Alberto il Degenerato e i suoi figli.
Dopo l'elezione di Rodolfo d'Asburgo come re dei Romani nel 1273, evento che pose fine al Grande Interregno, Teodorico si schierò inizialmente con il suo rivale Re Ottacaro II di Boemia, ma in seguito scelse la via della neutralità. Conferì ai cittadini di Lipsia importanti privilegi cittadini e si unì alla crociata prussiana dei cavalieri teutonici.
Teodorico morì nel 1285 sulla via del ritorno dal ducato di Slesia, dove aveva combinato il matrimonio tra sua figlia Gertrude e il duca Bolko I lo Stretto della dinastia dei Piast di Slesia. La sua tomba si trova nell'antica abbazia di Seußlitz, oggi parte di Nünchritz, in Sassonia. Il giovane ramo dei Landsberg si estinse presto, i quanto suo figlio Federico Tuta morì senza eredi maschi nel 1291. Il margraviato di Landsberg fu quindi venduto ai margravi della dinastia ascanide del Brandeburgo.

## Matrimonio e figli
Nel 1258 Teodorico sposò Elena di Brandeburgo († 1304), figlia del margravio Giovanni I di Brandenburgo. Ebbero cinque figli:
- Sofia di Landsberg (1259 circa-24 agosto 1318), sposò Corradino di Svevia nel 1266 (con un matrimonio per procura), poi si risposò nel 1271 con Corrado I di Slesia, e divenne successivamente badessa del monastero di Santa Chiara a Weißenfels
- Federico Tuta, margravio di Meißen e Landsberg (1269-16 agosto 1291)
- Gertrude, divenne monaca a Weißenfels († 17 gennaio 1325)
- Elena, divenne suora di Weißenfels
- Brigitta

## Ascendenza
|                          |                         |                          | Genitori                       |  |  | Nonni |  |  | Bisnonni            |  |  | Trisnonni         |  |
|                          |                         |                          |                                |  |  |       |  |  | Ottone II di Meißen |  |  | Corrado di Meißen |  |
|                          |                         |                          |                                |  |  |       |  |  | Ottone II di Meißen |  |  | Corrado di Meißen |  |
|                          |                         | Liutgarda di Elchingen   |                                |  |  |       |  |  | Ottone II di Meißen |  |  |                   |  |
| Teodorico I di Meißen    |                         |                          |                                |  |  |       |  |  | Ottone II di Meißen |  |  |                   |  |
|                          |                         | Edvige di Brandeburgo    | Alberto I di Brandeburgo       |  |  |       |  |  |                     |  |  |                   |  |
|                          |                         | Edvige di Brandeburgo    | Alberto I di Brandeburgo       |  |  |       |  |  |                     |  |  |                   |  |
|                          |                         | Edvige di Brandeburgo    | Sofia di Winzenburg            |  |  |       |  |  |                     |  |  |                   |  |
| Enrico III di Meißen     |                         | Edvige di Brandeburgo    |                                |  |  |       |  |  |                     |  |  |                   |  |
|                          |                         | Ermanno I di Turingia    | Ludovico II di Turingia        |  |  |       |  |  |                     |  |  |                   |  |
|                          |                         | Ermanno I di Turingia    | Ludovico II di Turingia        |  |  |       |  |  |                     |  |  |                   |  |
|                          |                         | Ermanno I di Turingia    | Giuditta di Svevia             |  |  |       |  |  |                     |  |  |                   |  |
| Jutta di Turingia        |                         | Ermanno I di Turingia    |                                |  |  |       |  |  |                     |  |  |                   |  |
|                          |                         | Sofia di Sommerschenburg | Federico II di Sommerschenburg |  |  |       |  |  |                     |  |  |                   |  |
|                          |                         | Sofia di Sommerschenburg | Federico II di Sommerschenburg |  |  |       |  |  |                     |  |  |                   |  |
|                          |                         | Sofia di Sommerschenburg | Liutgarda di Stade             |  |  |       |  |  |                     |  |  |                   |  |
| Teodorico di Landsberg   |                         | Sofia di Sommerschenburg |                                |  |  |       |  |  |                     |  |  |                   |  |
|                          | Leopoldo V di Babenberg | Enrico II di Babenberg   |                                |  |  |       |  |  |                     |  |  |                   |  |
|                          | Leopoldo V di Babenberg | Enrico II di Babenberg   |                                |  |  |       |  |  |                     |  |  |                   |  |
|                          | Leopoldo V di Babenberg | Teodora Comnena          |                                |  |  |       |  |  |                     |  |  |                   |  |
| Leopoldo VI di Babenberg | Leopoldo V di Babenberg |                          |                                |  |  |       |  |  |                     |  |  |                   |  |
|                          |                         | Elena d'Ungheria         | Géza II d'Ungheria             |  |  |       |  |  |                     |  |  |                   |  |
|                          |                         | Elena d'Ungheria         | Géza II d'Ungheria             |  |  |       |  |  |                     |  |  |                   |  |
|                          |                         | Elena d'Ungheria         | Efrosin'ja Mstislavna          |  |  |       |  |  |                     |  |  |                   |  |
| Costanza d'Austria       |                         | Elena d'Ungheria         |                                |  |  |       |  |  |                     |  |  |                   |  |
|                          |                         | …                        | …                              |  |  |       |  |  |                     |  |  |                   |  |
|                          |                         | …                        | …                              |  |  |       |  |  |                     |  |  |                   |  |
|                          |                         | …                        | …                              |  |  |       |  |  |                     |  |  |                   |  |
| Teodora Angelina         |                         | …                        |                                |  |  |       |  |  |                     |  |  |                   |  |
|                          |                         | …                        | …                              |  |  |       |  |  |                     |  |  |                   |  |
|                          |                         | …                        | …                              |  |  |       |  |  |                     |  |  |                   |  |
|                          |                         | …                        | …                              |  |  |       |  |  |                     |  |  |                   |  |
|                          |                         | …                        |                                |  |  |       |  |  |                     |  |  |                   |  |